# Oncophorus crenulatus
Oncophorus crenulatus là một loài rêu trong họ Dicranaceae. Loài này được Mitt. Braithw. mô tả khoa học đầu tiên năm 1887.